# Ida Straus
Rosalie Ida Straus, de naixement Rosalie Ida Blun, (Worms, 6 de febrer de 1849 - oceà Atlàntic, 15 d'abril de 1912) fou una empresària germano-estatunidenca jueva, esposa del copropietari dels grans magatzems Macy. Ella i el seu marit Isidor Straus van morir a bord del RMS Titanic.

## Primers anys de vida
Rosalie Ida Blun va néixer el 1849 a Worms, Alemanya, filla de Nathan Blun (1815-1879) i la seva esposa Wilhelmine "Mindel" (née Freudenberg; 1814-1868). Va ser la cinquena de set fills, entre els quals hi havia Amanda (1839–1907), Elias Nathan (1842–1878), Louis (1843–1927), Augusta Carolina (1845–1905), Moritz (1850–1858) i Abraham Blun (1853– 1881). Els quals acabarien emigrant als Estats Units tota la família. El 1871 es va casar amb Isidor Straus (1845–1912), un empresari germano-estatunidenc jueu. Ella i Isidor van tenir set fills:
- Jesse Isidor Straus (1872–1936) que es va casar amb Irma Nathan (1877–1970), i va exercir d'ambaixador dels Estats Units a França, 1933–1936
- Clarence Elias Straus (1874-1876) que va morir en la infantesa
- Percy Selden Straus (1876–1944) que es va casar amb Edith Abraham (1882–1957)
- Sara Straus (1878–1960) que es va casar amb el doctor Alfred Fabian Hess (1875–1933)
- Minnie Straus (1880–1940) que es va casar amb el doctor Richard Weil (1876–1917)
- Herbert Nathan Straus (1881–1933) que es va casar amb Therese Kuhnt (1884–1977)
- Vivian Straus (1886–1974) es casà per primera vegada amb Herbert Adolph Scheftel (1875–1914) i, per segona vegada, el 1917, es casà amb George A. Dixon Jr. (1891–1956)

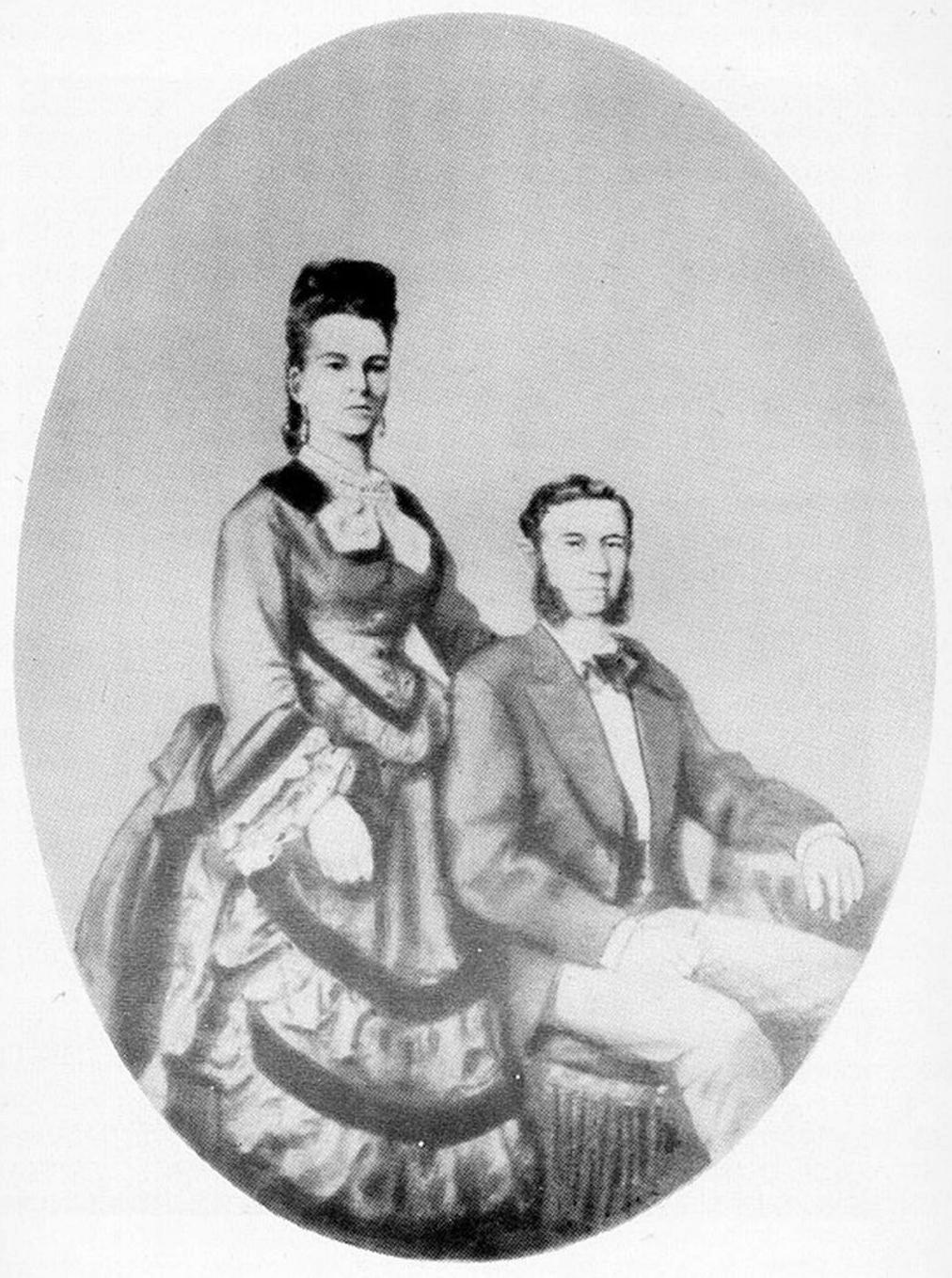
Retrat de casament

La parella es considerava especialment propera pels seus amics i familiars; quan Isidor va viatjar com a representant dels Estats Units per a Nova York o com a copropietari de Macy's, intercanviaven cartes diàriament.
Ida va passar l'hivern del 1911/1912 a Europa amb el seu estimat marit Isidor. Originalment tenien previst tornar a casa amb un altre vaixell, però van canviar al Titanic a causa d'una vaga de carbó a Anglaterra que va fer que el carbó d'altres naus fos desviat al Titanic .

## Mort i llegat

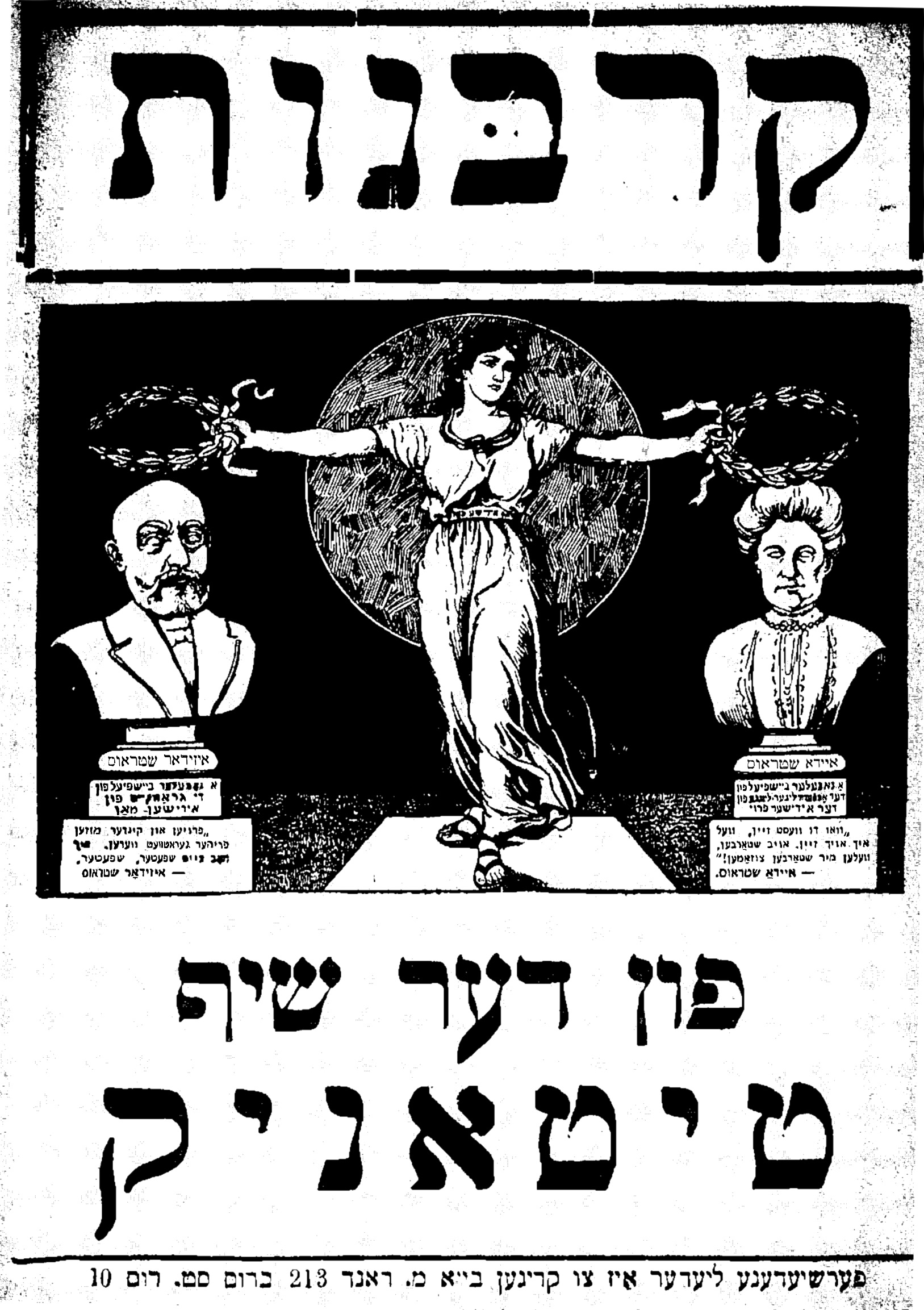
Les estàtues d'Isidor i Ida Strauss són beneïdes per un àngel, "Víctimes del vaixell Titanic ", cançó de centaus de Yiddish

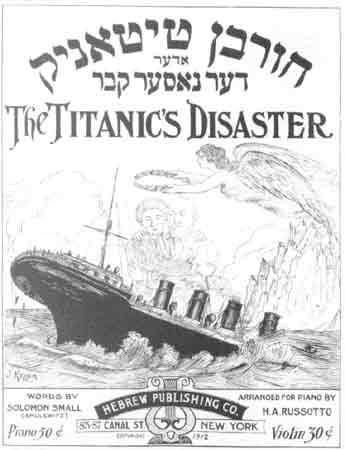
The Titanic's Disaster, publicat el 1912

La nit de l'enfonsament, Isidor i Ida Straus van ser vistos a prop del bot de salvavides núm. 8 en companyia de la seva donzella, Ellen Bird. Tot i que l'oficial encarregat de l'embarcació salvavides estava disposat a permetre que la parella d'ancians pogués embarcar-se amb l'embarcació salvavides amb Miss Bird, Isidor Straus es va negar a anar-hi mentre hi havia dones i nens que encara romanien al vaixell. Va instar a la seva dona a embarcar-se, però ella es va negar, dient: "Hem viscut junts durant molts anys. Allà on vas, vaig". Les seves paraules van ser testimoniades per aquells que ja es trobaven a la barca salvavides núm. 8, així com per molts altres que es trobaven a la coberta del bot. Isidor i Ida van ser vistos per última vegada agafats del braç a la coberta del vaixell.
Quan els supervivents del desastre van arribar a la ciutat de Nova York a bord del RMS Carpatia, molts –entre ells Ellen Bird– van explicar la història de fidelitat dels Straus als periodistes. La seva història va colpir a gent de tot el món. Els rabins van parlar a les seves congregacions sobre el seu sacrifici; articles en diaris en llengua ídix i alemanya enaltiren el seu coratge; una popular cançó amb la història d'Ida Straus, "El desastre del Titanic", es va fer popular entre els jueus estatunidencs.
Tot i que es va recuperar el cos d'Isidor, el cos d'Ida no va ser possible. Un cenotafi al Mausoleu de Straus del cementiri de Woodlawn al Bronx està dedicat a Isidor i Ida junts. La seva inscripció diu: "Moltes aigües no poden apagar l'amor, ni les inundacions no ho poden ofegar". (Song of Solomon 8:7:nkj). L'obra va ser dissenyada per James Gamble Rogers, amb escultura de Lee Lawrie.

## Retrats
Ida Straus va ser retratada per Helen Van Tuyl en la pel·lícula Titanic de 1953. Helen Misener la va interpretar a la pel·lícula de 1958, A Night to Remember. Va ser retratada per Nancy Nevinson a la pel·lícula de TV SOS Titanic de 1979. Janie Woods-Morris la va interpretar a la minisèrie Titanic de 1996. Va ser retratada per Elsa Raven a la pel·lícula Titanic 1997. Alma Cuervo la va interpretar en el musical Titanic de 1997 a Broadway. Quan Ida va decidir quedar-se amb el seu marit Isidor, van cantar la cançó "Still".

## Memorials

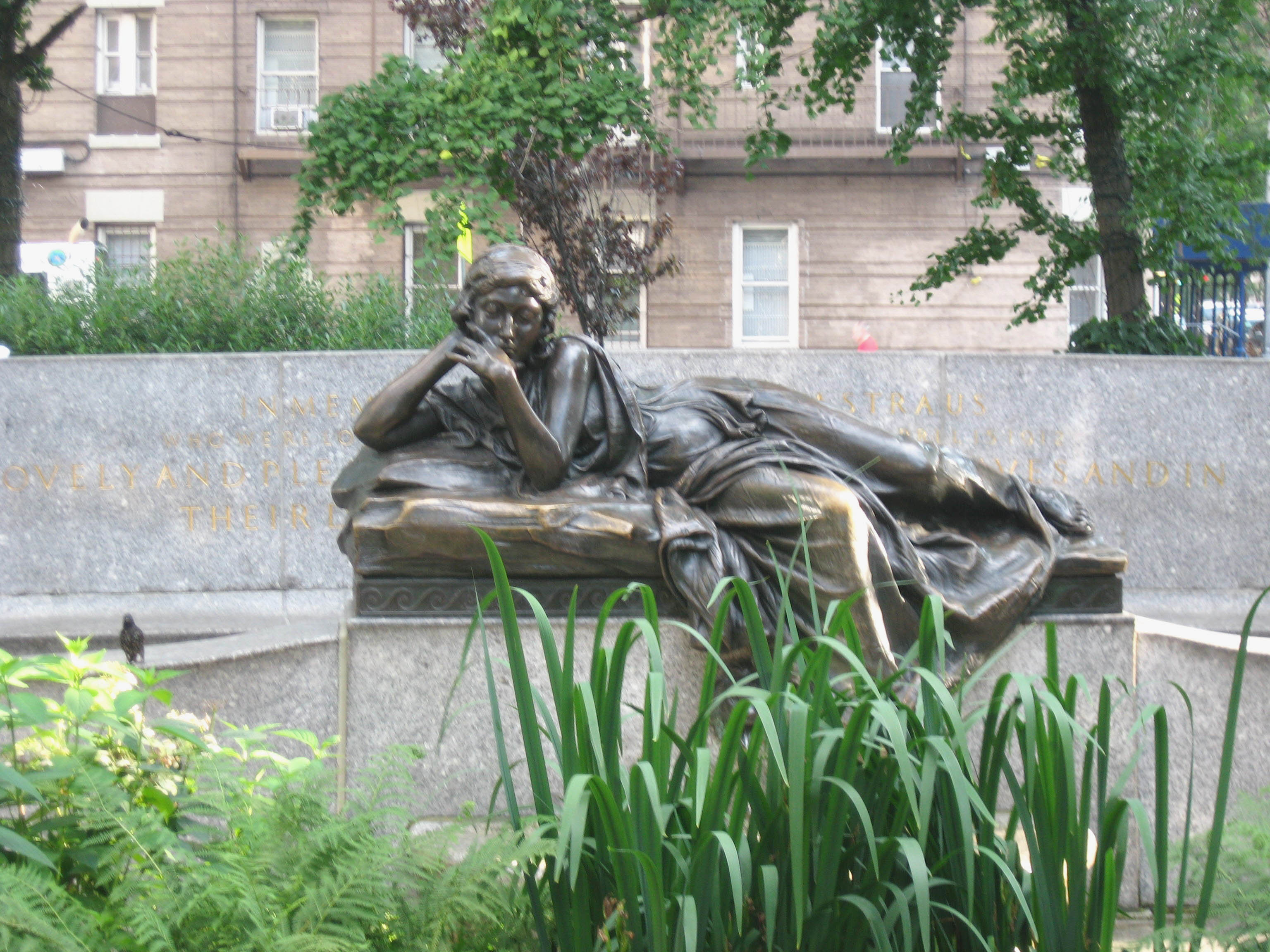
Memorial del carrer 106th, Straus Park

A més del cenotafi del cementiri de Woodlawn, hi ha tres altres monuments commemoratius a Isidor i Ida Straus a la seva llar adoptada de Nova York:
- Una placa commemorativa es troba a l'entrada principal del carrer 34 al Macy's Department Store de Manhattan. Va ser tancada al públic després del 2001 i es va utilitzar com a magatzem durant molts anys. L'entrada té sostres de 21 peus d'alçada, un arc de granit de dues plantes i dues plaques de llautó, una que commemora la mort d'Ida i Isidor Straus al Titanic el 1912, i una segona d'honor als empleats que van morir a la Primera Guerra Mundial. "L'entrada Memorial" es va reobrir el novembre de 2013.
- El Memorial Isidor i Ida Straus es troba a Straus Park a la intersecció de Broadway i West End Avenue al carrer W. 106th (Boulevard Duke Ellington) a Manhattan.
- L'escola pública PS 198 de la ciutat de Nova York (Isidor i Ida Straus School) de Manhattan també rep el nom de Strauses.

## Enllaços i referències externes
- Memorial de Straus a Titanic-Titanic.com
- Biografia d'Ida Straus a la Encyclopedia Titanica
- Article de Straus a JewishEncyclopedia.com
- Treasures Judaic de la Biblioteca del Congrés : inclou informació sobre les partitures de The Titanic's Disaster
- Societat Històrica de Straus